# David Nykl

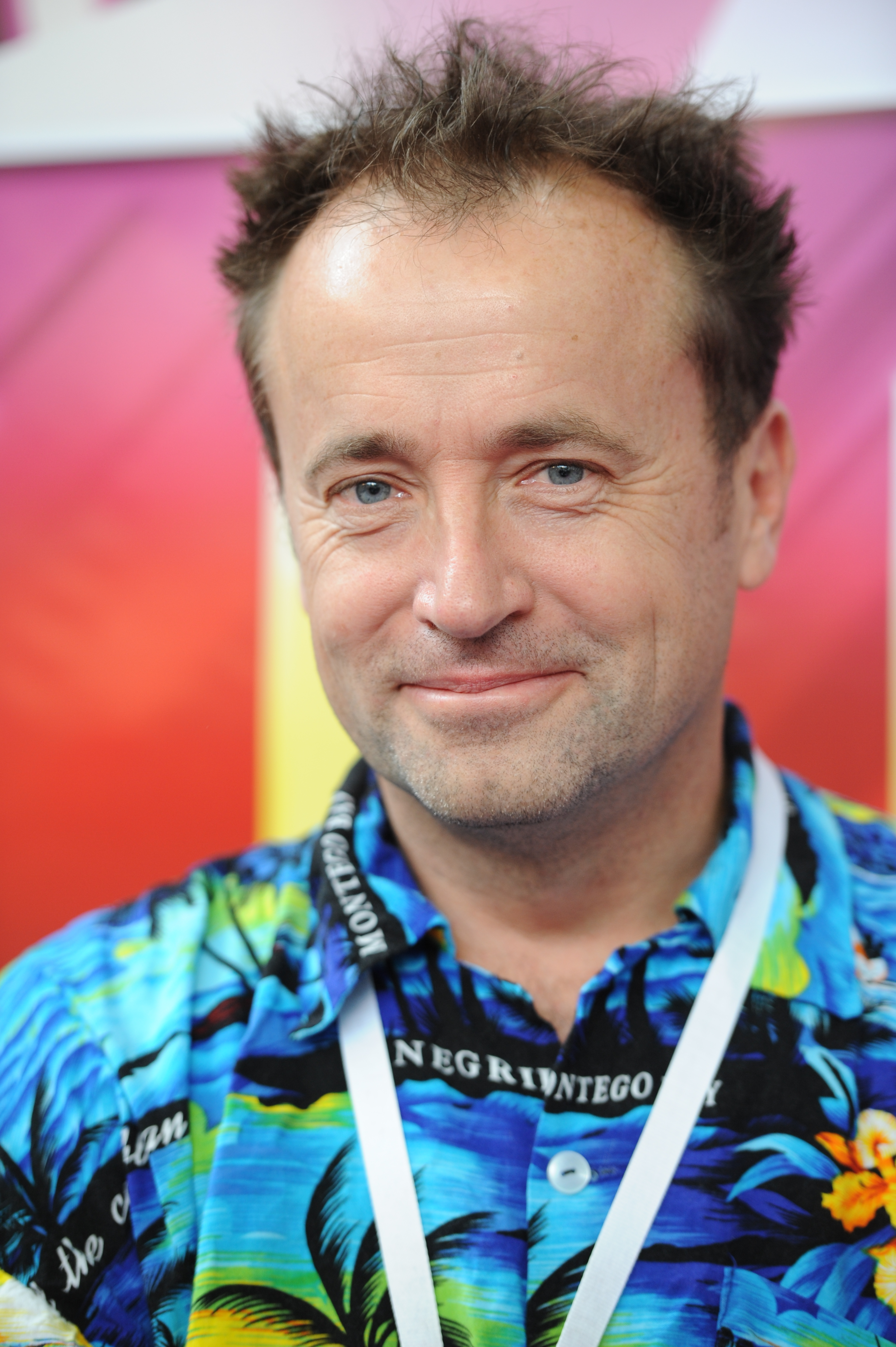
David Nykl (2012)

David Nykl (* 7. Februar 1966 in Prag, Tschechoslowakei) ist ein kanadischer Schauspieler für Film, Fernsehen und Theater.

## Leben
David Nykl wurde in Prag geboren. Er kam im Alter von zwei Jahren mit seinen Eltern nach Kanada, nachdem der Prager Frühling gewaltsam beendet worden war. Die Nykls kamen nach Victoria, wo sein Vater bald Arbeit als Bauingenieur und seine Mutter als Krankenschwester fand.
In seinem letzten Jahr an der High School führte Nykl Regie und spielte seine erste Rolle in The Murder Room. Danach kam er auf die University of British Columbia in Vancouver und belegte die Fächer Literatur, Theater und Schauspielkunst. Nachdem er für ein Jahr umhergereist war, arbeitete er mehrere Jahre beim Vancouver Theater und startete ein paar kleine Projekte für Ironworks Productions. Mit einer Gruppe von Freunden aus Vancouver gründete er auf dem Shakespeare Festival Bard on the Beach. Mit ihrer ersten Produktion von Warten auf Godot (Estragon), feierten sie ein Debüt auf Galiano Island. Es war das erste Mal, dass David Nykl in Europa tourte. Innerhalb eines Jahres ging er nach Prag zurück, wo er ein Casting für das KASPAR-Theater Prag als Attahualpa, den Sonnengott Inca „Royal Hunt of the Sun“ begann.
Nach und nach wurde in Prag bekannt, dass er über beste Englischkenntnisse verfügte. Mit Richard Toth und Ewan McLaren gründete er schließlich „Misery Loves Company“. Nach vier Jahren war er in 17 Produktionen involviert, als Schauspieler, Regisseur, Produzent und Art Director. Später ging er zurück nach Vancouver, wo er aufgewachsen war, und arbeitete Vollzeit als Schauspieler in Fernsehserien, -werbungen und -filmen.

## Filmografie (Auswahl)
- 1997–1998: Pat und Mat – Karten (Fernsehserie, Episode 1x50)
- 2004–2009: Stargate Atlantis (Fernsehserie, 54 Episoden)
- 2005: Pterodactyl – Urschrei der Gewalt (Pterodactyl)
- 2006: Stargate – Kommando SG-1 (Stargate SG-1, Fernsehserie, Episode 10x03)
- 2007: Eureka – Die geheime Stadt (Eureka, Fernsehserie, Episode 2x03)
- 2008: Sanctuary – Wächter der Kreaturen (Sanctuary, Fernsehserie, Episode 1x05)
- 2010: Human Target (Fernsehserie, Episode 1x02)
- 2010: Fringe – Grenzfälle des FBI (Fernsehserie, Episode 3x07)
- 2011: Mortal Kombat Legacy (Fernsehserie, Episode 1x03)
- 2012: Continuum (Fernsehserie, Episode 1x01)
- 2013–2020: Arrow (Fernsehserie, 36 Episoden)
- 2014: Supernatural (Fernsehserie, 2 Episoden)
- 2015: A World Beyond (Tomorrowland)
- 2016: Motive (Fernsehserie, 1 Episode)
- 2019: Die Schläfer (Bez vědomí, Fernsehserie)
- 2018: Salvation (Fernsehserie, Episode 2x02)